# Gouvernement de Trooz
Royaume de Belgique
de Smet de Naeyer II Schollaert
Le gouvernement de Trooz est un gouvernement catholique qui gouverna la Belgique du 1er mai 1907 jusqu'au 31 décembre 1907.  Le premier du gouvernement, Jules de Trooz est  ministre de l'intérieur.

## Composition
| Ministère                                                | Nom              | Parti            |
| -------------------------------------------------------- | ---------------- | ---------------- |
| Ministre de l'intérieur                                  | Jules de Trooz   | Parti catholique |
| Ministre des affaires étrangères                         | Julien Davignon  | Parti catholique |
| Ministre des arts et des sciences                        | Édouard Descamps | Parti catholique |
| Ministre de justice                                      | Jules Renkin     | Parti catholique |
| Ministre des finances                                    | Julien Liebaert  | Parti catholique |
| Ministre de l'agriculture ad interim                     | Joris Helleputte | Parti catholique |
| Ministre des travaux publics                             | Auguste Delbeke  | Parti catholique |
| Ministre de la guerre                                    | Joseph Hellebaut | Technicien       |
| Ministre des chemins de fer, des postes et du télégraphe | Joris Helleputte | Parti catholique |
| Ministre de l'industrie et du travail                    | Armand Hubert    | Parti catholique |